# Hermann von Hanneken
Hermann von Hanneken (né le 5 janvier 1890 et mort le 22 juillet 1981) est un général d'infanterie allemand, commandant en chef des forces allemandes au Danemark du 29 septembre 1942 à janvier 1945.

## Biographie
Il est le fils du colonel prussien Hermann von Hanneken (de) (1847-1899) et de son épouse Hertha, née von der Lancken (de) (1856-1914), de la branche de Plüggentin sur l'île de Rügen. Après avoir été formé en dernier lieu à l'école principale prussienne des cadets, il s'engage le 19 mars 1908 comme enseigne dans le 4e régiment de grenadiers de la Garde. Un an plus tard, il est promu lieutenant. Avec son régiment d'origine, il est arrivé au front lors du déclenchement de la Première Guerre mondiale. En avril 1917, il est transféré à l'état-major général et promu capitaine en 1918. Après la guerre, en 1919, il fait partie des officiers qui sont intégrés dans la Reichswehr. 

## Articles annexes
- Histoire du Danemark pendant la Seconde Guerre mondiale